# Jókai Mór összes művei (kis alakú kiadás)
Jókai Mór összes műveinek kis alakú kiadása egy 20. század elején megjelent magyar könyvsorozat.

## Története
A hivatalosan csak Jókai Mór összes műveinek nevezett sorozat a Jókai Mór összes művei – nemzeti kiadás megjelenését követően került a könyvpiacra. Az előző sorozattól eltérően kis méretű, 15 x 10 cm-es kötetekben látott napvilágot. A sorozatot 50 kötetesre tervezték, és eredeti nevén Jókai Mór válogatott munkái lett volna.
A sorozatot a Nemzeti kiadástól eltérően nem a Révai testvérek, hanem a Franklin Társulat jelentette meg. A teljes sorozat korabeli ára 180 korona volt.

## Kiállítása
A kis egészvászon kötésű, zöld színű köteteket elől arany színű stilizált, szecessziós jellegű növényi inda-motívummal látták el, amelynek felső részén, zárt mezőben Jókai Mór aláírása volt olvasható. A gerincre is került egy kisebb, ugyancsak arany indadísz, felül arannyal a szerző neve és a kötetcím, középen a kötet sorszám látható.
A sorozatnak létezik egy ritkább kötésváltozata is. Ez kék alapszínű, és elől fehér keretben fehér színnel látható Jókai aláírása. Alatta egy színes tulipán van. A gerincen aranyozott, függőleges csíkok között olvasható a szerző- és a címe neve, illetve a kötetszám.

## A sorozat részei

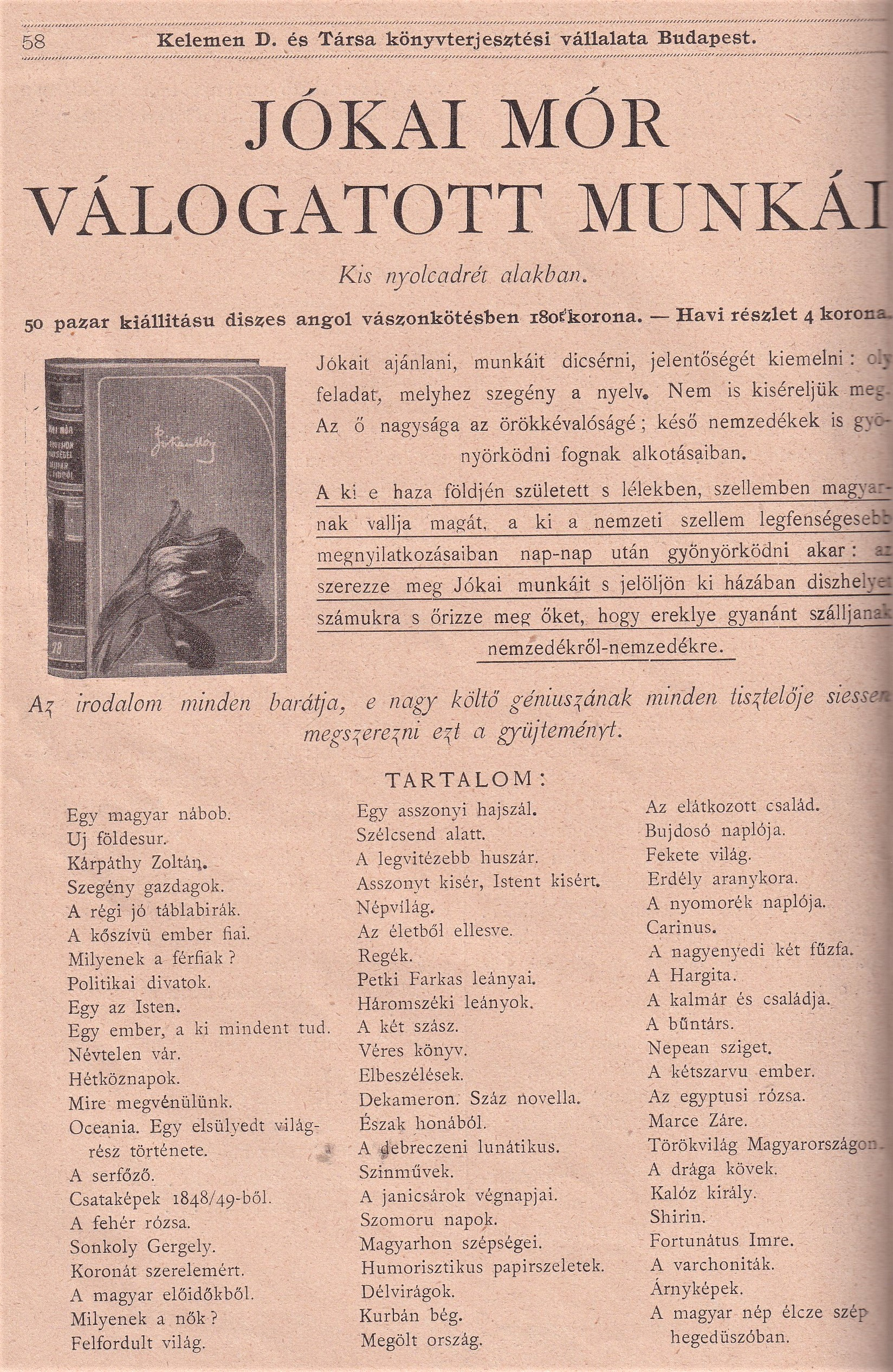
A sorozat korabeli hirdetése

A sorozat a következő köteteket tartalmazta:
- Politikai divatok I-III., 1910 (hetedik kiadás)
- Egy magyar nábob I-III., 1907 (tizenkettedik kiadás)
- Kárpáthy Zoltán I-III., 1907 (tizenkettedik kiadás)
- Egy az isten I-III., 1909 (hetedik kiadás)
- A kőszívű ember fiai I-III., 1911 (tizedik és tizenkettedik kiadás)
- Mire megvénülünk I-II., 1910 (kilencedik és tizedik kiadás)
- Névtelen vár I-III., 1908 (hetedik kiadás)
- Szegény gazdagok I-II./Az utolsó budai basa, 1911 (tizenegyedik kiadás)
- Népvilág, 1908 (kilenczedik kiadás)
- Sonkolyi Gergely/Délvirágok/A Varchoniták, 1911 (tizedik kiadás)
- Hétköznapok I-II., 1906 (hetedik kiadás)
- A magyar nép élcze, 1911 (tizenharmadik kiadás)
- Az életből ellesve, 1910 (ötödik kiadás)
- A Kalóz-király, 1911 (tizedik kiadás)
- Felfordult világ, 1909 (hetedik kiadás)
- A legvitézebb huszár (ötödik kiadás)/Fortunatus Imre, 1907 (nyolczadik kiadás)
- Magyarhon szépségei, 1910 (nyolczadik kiadás)
- A magyar előidőkből, 1910 (tizedik kiadás)
- Dekameron I-VI., 1910 (hetedik kiadás)
- A kétszarvú ember, 1907 (nyolczadik kiadás)
- Koronát a szerelemért/A hargita/A kalmár és családja, 1908 (nyolczadik kiadás)
- Petki Farkas leányai/Háromszéki leányok/A két szász, 1909 (nyolzadik kiadás)
- A serfőző, 1910 (nyolczadik kiadás)
- Carinus, 1909 (hetedik kiadás)
- Regék, 1910 (kilenczedik kiadás)
- A bűntárs, 1909 (hetedik kiadás)
- Milyenek a nők?, 1909 (hetedik kiadás)
- Milyenek a férfiak?, 1908 (hatodik kiadás)
- Csataképek I-II., 1910 (tizenkettedik kiadás)
- Észak honából, 1909 (hatodik kiadás)
- Szélcsend alatt I-II., 1909 (hatodik kiadás)
- A janicsárok végnapjai, 1911 (tizenkettedik kiadás)
- Elbeszélések, 1910 (hatodik kiadás)
- Erdély aranykora I-II., 1909 (tizenegyedik kiadás)
- Árnyképek, 1908 (hetedik kiadás)
- Oceania I-II. 1908 (hetedik kiadás)
- Az uj földesúr I-II., 1909 (tizenegyedik kiadás)
- A fehér rózsa, 1907 (hetedik kiadás)
- Egy asszonyi hajszál, 1908 (ötödik kiadás)
- Az elátkozott család I-II., 1911 (kilenczedik kiadás)
- Szomoru napok, 1911 (tizenegyedik kiadás)
- Bujdosó naplója/Megölt ország, 1910 (tizedik kiadás)
- Véres könyv I-II., 1908 (nyolczadik kiadás)
- A debreczeni lunátikus, 1911 (hetedik kiadás)
- Egy ember, a ki mindent tud, 1911 (hetedik kiadás)
- Asszonyt kisér-Istent kisért, 1911 (hetedik kiadás)
- Török világ Magyarországon I-II., 1910 (tizenkettedik kiadás)
- A régi jó táblabírák I-II., 1909 (tizedik kiadás)
- Színművek I-III., 1909 (negyedik kiadás)